# عبد الهادي الوفائي
عبد الهادي بن عمر الوفائي (1834 - 16 مارس 1910) شاعر وكاتب مسرحي وموسيقي سوري عاش معظم حياته في النصف الثاني من القرن التاسع عشر. ولد في حمص ونشأ ودرس فيها. اتصل بأبي خليل القباني وأخذ عنه وتلقى الفن الموسيقي عنده وعلى والده فأتقن الأوزان وأصول العزف على الناي، وحين سافر إلى تركيا أفاد من موسيقاها وألحانها. له ديوان أشعار. نظم خمس روايات تمثيلية قد مُثّلث في بعض المدن السورية.

## سيرته
ولد عبد الهادي الوفائي سنة 1834م/1249 هـ (في بعض مصادر 1843م/1259هـ) في حمص في عائلة معروفة ورثت في حمص عقارات وقفية قديمة. تلقى علومه الفنية وعلم العروض والموسيقى عن والده عمر الوفائي. ثم تميز بظرفه وذكائه ومنطقه وألحانه المؤثرة. أخذ الفن الموسيقى عن والده وعن أبي خليل القباني لما أقام في حمص مدة طويلة، وقد لازم حلقاته واستفاد من فنونه ومواهبه، فـ«كان عليماً بأصول النغمة والأوزان، يساعد صوته الشجي على جودة الإلقاء بجولات فنية رائعة وإتقان العزف على الناي.» 

قأم بأسفار في البلاد السورية لأسباب تجارية وزيارة أصدقائه، وفي سنة 1873م ذهب إلى الجندية الرديفية وجاب أسطنبول وجناق قلعة والروملي وغيرها من البلاد التركية، واستخدم كاتباً في قلم الطابور، تعرف خلالها على كثير من الموسيقين الأتراك، واستفاد من فنونهم، فتأثر بها، وأظهرها في منظوماته وألحانه.

كان ناشطًا في المسرح الذي كان يقيمه في الدور الكبيرة كبيت «المير» في حي باب التركمان، وكان يرصد ريعه للعمل الخيري والاجتماعي.

توفي متأثراً من رشحة صدرية، في 5 ربيع الأول 1328/ 16 مارس 1910، ودفن بمقبرة التركمان في حمص بجانب شـيخه سـليم خلف، وأعقب ولدين هما عبد الحميد وعبد اللطيف.

## مهنته الفنية وشعره
اشتهر في عصره بأنه كان شاعراً رائق الأسلوب قويًّا في النظم والوصف، وله قصائد كثيرة تربو على المئتين، «كان يهوى مناظر العاصي ومنتزهاته الخلابة ويراها أبدع ما في الكون» و«كان كلما سافر إلى بلد يدون مآثرها ومعالمها وما وقع له فيها بقصيدة للذكرى.» وذكره إبراهيم الجندي في تحفة الزمن بترتيب تراجم أعلام الأدب والفن: «له ديوان حافل بالقصائد الأدبية والتاريخية والفكاهية والموشحات والقدود الغنائية، وقد اشتهر أمره وزاع صيته وملأت منظوماته الأمصار، ولم يخرج في جميع منظوماته عن دائرة مدح الرسول الأعظم صلى الله عليه وسلم ومدح شيخه في الطريقة النقشبندية الشيخ سليم الخلف، إذ كان شديد الحب والوفاء له.» وقال عن فنونه «أما موشحاته وقدوده ـ وهي من نظمه وتلحينه ـ فكثيرة، تبلغ زهاء المئة، وجميعها مشهورة ومحفوظة في صدور أهل الفن في حمص وحلب ودمشق وغيرها من الأمصار، وهي مقامات الراست والنهوند والجهار كاه والبياتي والحجاز والسيكاه، كان يلقنها أولاده وأقربائه من ذوي الأصوات الجميلة ويتلقاها المنشدون والمداحون، فاشتهرت ألحانه وانتشرت بين الناس.»

ذكره عبد العزيز البابطين في معجمه وقال عنه «جل إنتاجه في الشعر المسرحي الذي برع فيه وجوَّد في موسيقاه وأوزانه، وغير ذلك نظم القصائد الطوال في أغراض مختلفة، يتغنى فيها بمدينته «حمص» ويشيد بجمال مغانيها وعادات أهلها وتقاليدهم، وله في رثاء أحد الشيوخ قصيدة فريدة في طابعها تمزج بين الرثاء والتفكه في صفات وطباع المرحوم، وتعكس قدرة المترجم على صوغ المعاني والصور الطريفة»."

## مؤلفاته
- التاريخ، كتاب ضخم حصر فيه جميع ما حدث في عهده في حمص ودمشق من وقائع
- ديوان شعر

ونظم خمس روايات تمثيلية قد مُثّلث في بعض المدن السورية وخصص ريعها للمشاريع الخيرية، هي:
- رعد
- نسيم
- كواكب الأمثال
- درغم أبو الحسن